# Jean-Pierre Renevier
Jean-Pierre Renevier (Ginebra, 29 de noviembre de 1928-Ginebra, 23 de junio de 2021) fue un deportista suizo que compitió en vela en la clase Flying Dutchman. Ganó una medalla de oro en el Campeonato Mundial de Flying Dutchman de 1963.

## Palmarés internacional
| Campeonato Mundial | Campeonato Mundial | Campeonato Mundial | Campeonato Mundial |
| Año                | Lugar              | Medalla            | Clase              |
| ------------------ | ------------------ | ------------------ | ------------------ |
| 1963               | Tutzing (RFA)      | Medalla de oro     | Flying Dutchman    |